# ロルスハウゼン
ロルスハウゼン (ドイツ語: Rollshausen) は、ドイツ連邦共和国ニーダーザクセン州ゲッティンゲン郡に属す町村（以下、本項では便宜上「町」と記述する）で、ギーボルデハウゼンを本部所在地とするザムトゲマインデ・ギーボルデハウゼンを構成する町村の一つである。

## 地理
ロルスハウゼンはウンターアイヒスフェルト地方に位置し、ロルスハウゼン地区とゲルマースハウゼン地区の2つの集落からなる。ヘルベルクとヴァルターベルクの間にあたり、町内をハーレ川が流れている。

## 歴史
ロルスハウゼンは1141年11月9日に初めて記録されている。当時のマインツ大司教マルコルフはこの写本の中で、"Rotholvishusen" という名のこの集落内にノルトハイムの聖ブラジーエン修道院の所領があることを確認している。三十年戦争では、ロルスハウゼンもブラウンシュヴァイク公クリスティアンとティリー伯との戦闘によりひどく苦しめられた。ティリー伯がヘルベルクに宿営したことが記録されている。14世紀半ば以降、ロルスハウゼンはアムト・ギーボルデハウゼンの管轄下に入った。この状態は最終的に1885年から1972年までの間ドゥーダーシュタットに編入されるまで続いた。1973年1月1日、ロルスハウゼンとゲルマースハウゼンは合併して独立した自治体となった。その後ザムトゲマインデ・ギーボルデハウゼンの一員となった。
この町の伝統的な収入源は昔から農業、手工業、商業であった。1890年にレンガ工場が、1901年にはタバコ工場が造られた。さらに何十年もの間、製粉業者もあった。現在では億の会社がロルスハウゼンに本社を置いている。

## 行政

### 議会
ロルスハウゼンの町議会は 9 議席からなる。

## 文化と見所

### 聖マルガレータ教会
聖マルガレータ教会は、ヒルデスハイムの建築監督官リヒャルト・ヘルツィヒの設計に基づき、1901年から1903年にロルスハウゼンに建設された。この教会は三廊式のネオロマネスク様式バシリカ教会で、全長 38.5 m、全幅 15.5 m である。教会の翼廊は 21 m 以上あり、半円形のアプシスを有する。1639年に建造された先代のバロック教会は、木組み建築で造られていた。その堅牢な基礎部分は、さらに前の1471年に造られた中世後期の教会のものであった。現在の教会の外観は、レンガのファサード、内部空間を囲むヴォールト、壁柱や凱旋アーチに特徴がある。調度はやはり建造時のもので、ネオロマネスク様式である。1903年製の聖心像およびマルガレータ像、儀式祭壇などがそれにあたる。さらに特筆すべきは16世紀の十字架の道行きである。これは磔刑と十字架の道行きを描いた、直径約 50 cm のメダル型の両面レリーフである。この他の十字架の道行きメダルの構成要素は、群衆、2つのシーンの活き活きとした描写と風景である。

## 経済と社会資本

### 交通
ロルスハウゼンは、集落のすぐ脇を走る連邦道 B247号線（ノルトハイム - ドゥーダーシュタット）や、ゲッティンゲンからヘルツベルク・アム・ハルツに至る連邦道 B27号線に通じる州道によって道路網と接続している。

## 引用
1. ↑  Landesamt für Statistik Niedersachsen, LSN-Online Regionaldatenbank, Tabelle A100001G: Fortschreibung des Bevölkerungsstandes, Stand 31. Dezember 2023